# Bolęcin (Klein-Polen)
Bolęcin is een dorp in de Poolse woiwodschap Klein-Polen. De plaats maakt deel uit van de gemeente Trzebinia en telt 1793 inwoners.